# Johann Friedrich Dieffenbach
Pour les articles homonymes, voir Dieffenbach.
Johann Friedrich Dieffenbach (né le 1er février 1792 à Königsberg, royaume de Prusse; mort le 11 novembre 1847 à Berlin) fut chirurgien en chef de l'hôpital de la Charité de Berlin et professeur de clinique chirurgicale.
Il est le premier qui ait pratiqué la section des muscles de l'œil pour la guérison du strabisme, et la section du tendon d'Achille pour la guérison du pied bot. On lui doit aussi des méthodes nouvelles pour guérir le bégaiement, pour former artificiellement des nez, des lèvres, des paupières. Il a laissé une Chirurgie opératoire et des Essais de chirurgie, traduit par Philippe, 1840.

## Biographie
Il étudie la théologie à Rostock puis suit les cours de l'université de Greifswald. En 1812, il devient membre du Corps Pomerania Greifswald. Il prend part aux campagnes de Holstein (1813) et de France (1814). Élève de Walther à Koenigsberg et à Bonn, il devient chirurgien. 
Docteur de l'université de Wurtzbourg (1822), il s'installe à Berlin où il devient rapidement réputé et est nommé en 1830 chirurgien en chef de l'hôpital de la Charité. 
Professeur agrégé à l'université (1832), professeur titulaire et chef de la clinique chirurgicale (1840), il voyage à Paris, Londres et Saint-Pétersbourg où il reçoit toujours le meilleur accueil. 

## Œuvres
Parmi ses nombreux écrits :
- Expériences chirurgicales, 4 vol, 1829-1834
- Observations physiologiques faites sur des cholériques, 1834
- Essais de chirurgie, 1840
- Sur la section des tendons et des muscles, 1841
- Traitement du bégaiement, 1841
- Chirurgie opératoire, 2 vol, 1844 et 1848
- De l'emploi de l'éther contre la douleur, 1847

Il est aussi le continuateur de l'ouvrage de Scheel, Sur la transfusion du sang et l'injection des médicaments dans les veines.

## Galerie

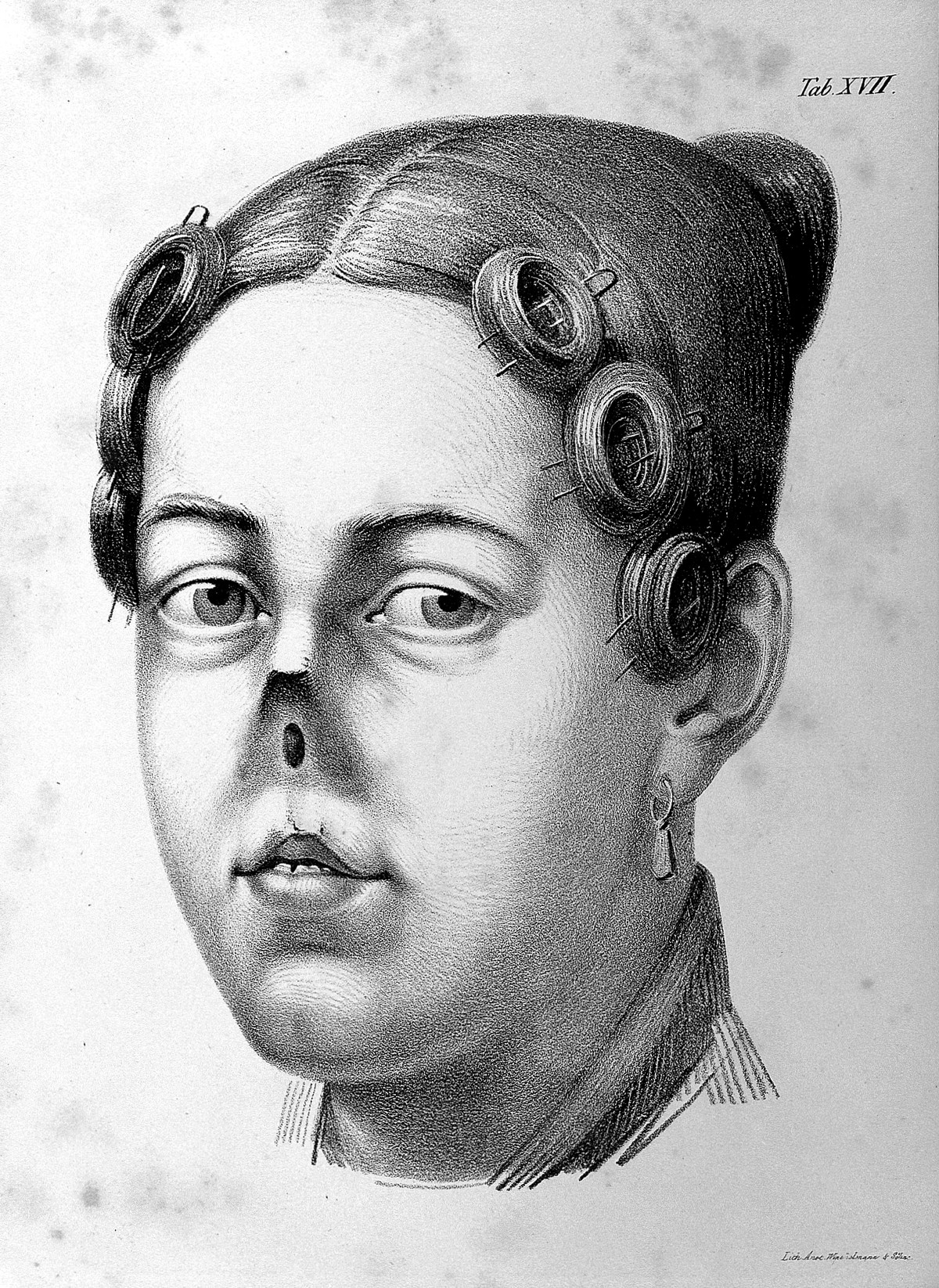
Essais de chirurgie
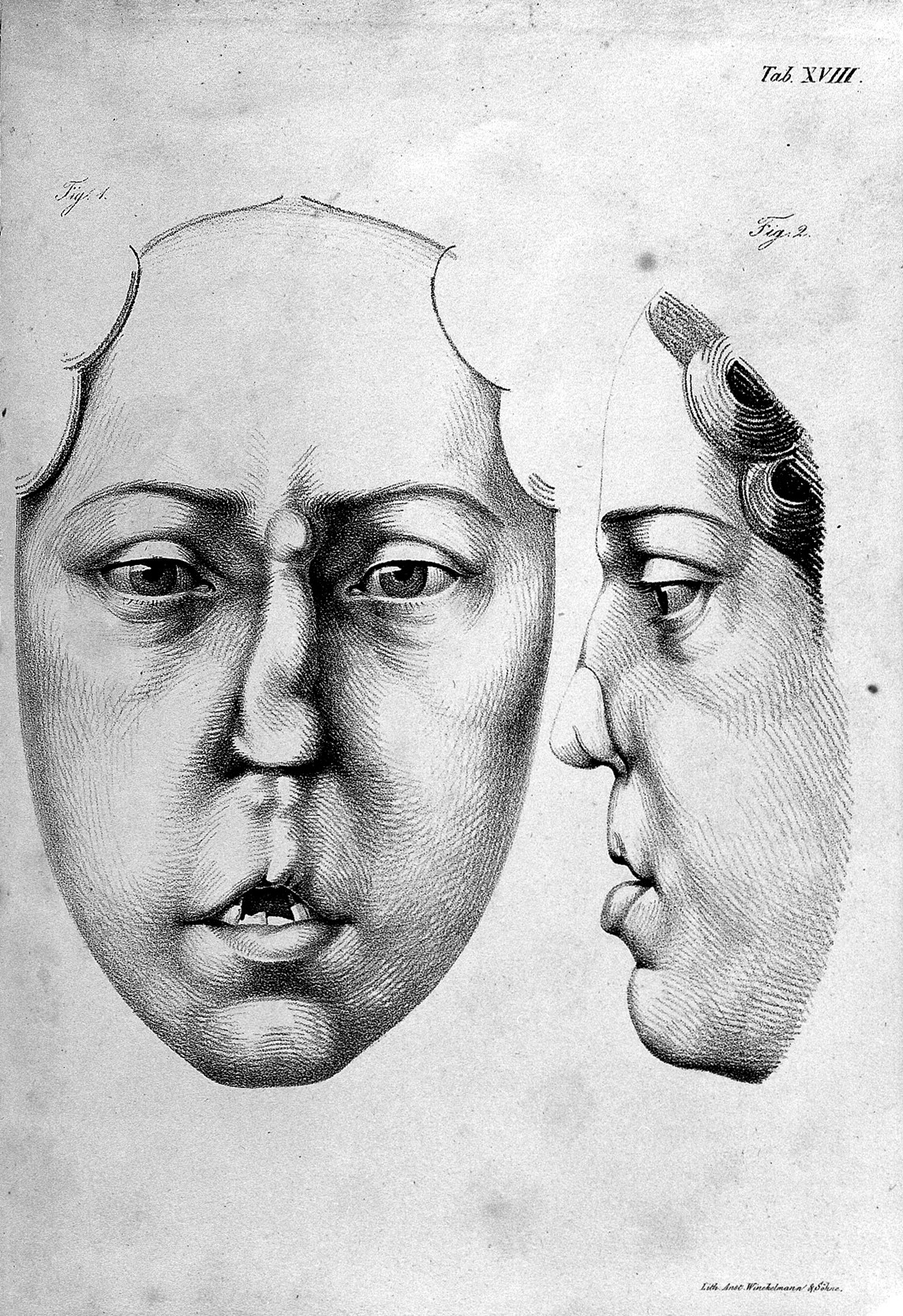
Essais de chirurgie